# Structure sédimentaire
Les structures sédimentaires dans les couches sédimentaires et les roches sédimentaires, se forment au moment du dépôt et possèdent des caractéristiques très variées.
Les sédiments et les roches sédimentaires sont identifiés par le litage qui se produit lorsque des couches, avec des tailles de particules différentes, sont déposées les unes sur les autres. Les épaisseurs de lits habituellement de quelques millimètres à quelques centimètres d'épaisseur, peuvent parfois mesurer jusqu'à plusieurs mètres, voire plus d'une dizaine de mètres.
L'étude stratigraphique des structures sédimentaires telle la stratification croisée, la stratification graduée et les rides de courant permet de retrouver l'agencement d'origine des strates dans des terrains géologiquement complexes et comprendre l'environnement de dépôt des sédiments.

## Structures d'écoulement

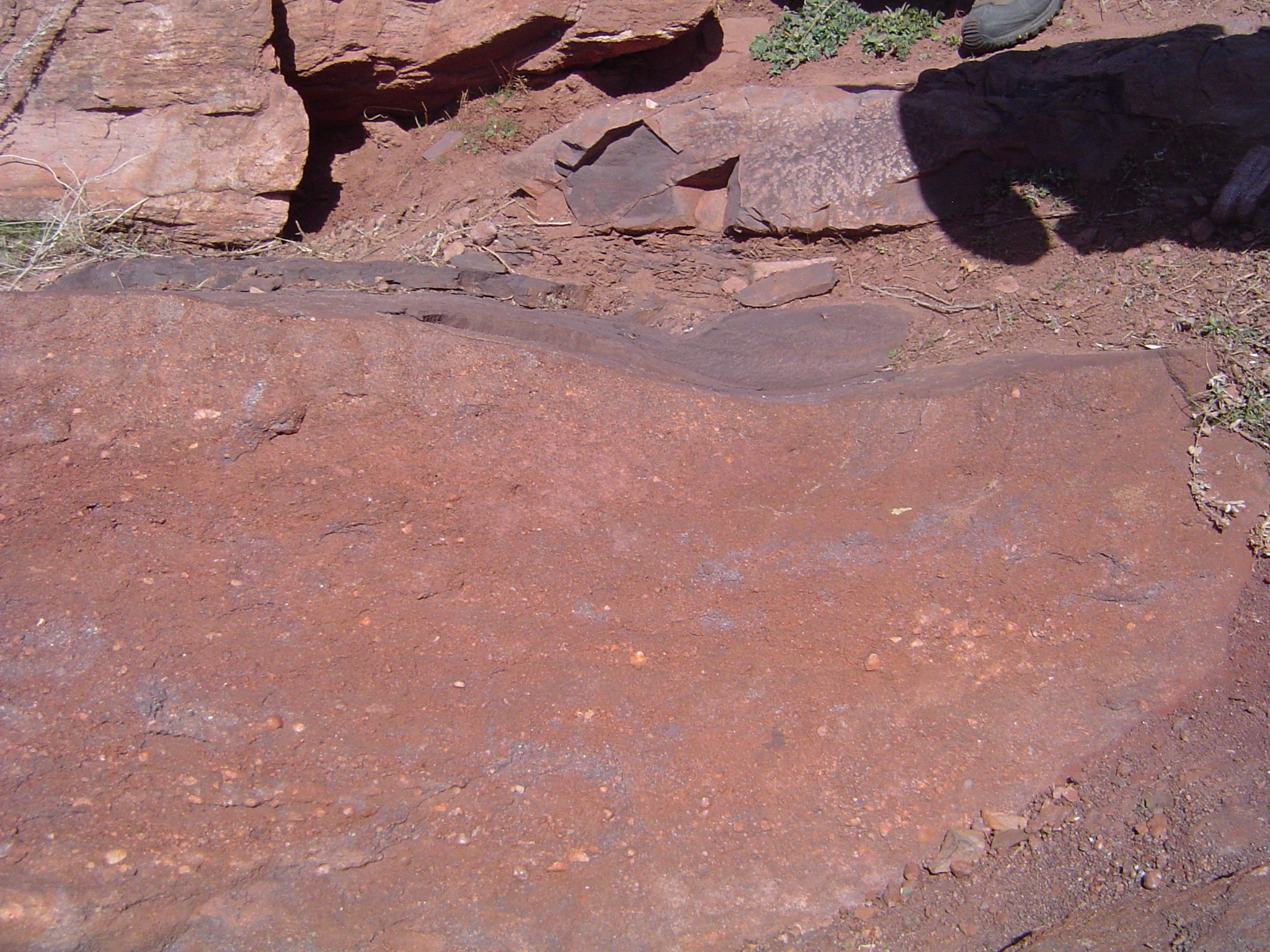
Méga-ondulation/dune, formée dans le régime d'écoulement supérieur, de l'Utah.

Les flux de sédimentation créent deux types de structures : les bidirectionnelles (directions multiples, aller-retour) et les unidirectionnelles. Les régimes d'écoulement dans un écoulement unidirectionnel (généralement fluvial), produisent différentes structures selon leur vitesse appelées formes de litage. Dans le régime d'écoulement inférieur, la progression naturelle va d'un lit plat à des dunes, en raison de mouvements de sédiments (comme la saltation), qui donnent des ondulations qui peuvent se révéler assez grandes. Les dunes ont un vortex au côté sous le vent. Au fur et à mesure que le régime d'écoulement supérieur se forme, les dunes s'aplatissent, puis produisent des antidunes. À une vitesse encore plus élevée, les antidunes sont aplaties et la plupart des sédiments sont balayés, l'érosion prenant le relais comme processus dominant.

## Relief de lit et flux
Les formes de litage unidirectionnelles données indiquent une vitesse d'écoulement spécifique, pour des sédiments habituels (sables et limons) et des profondeurs d'eau, et le tableau ci-dessous expose les environnements de dépôt, avec une vitesse croissante de l'eau.
| Régime d'écoulement | Forme de litage             | Potentiel de conservation                                       | Notes                                                 |
| Bas                 |                             |                                                                 |                                                       |
| ------------------- | --------------------------- | --------------------------------------------------------------- | ----------------------------------------------------- |
| Bas                 | Lit plan inférieur          | Haut                                                            | Lamines plates, presque manque de courant             |
| Bas                 | Marques d'ondulation        | Relativement faible                                             | Petites ondulations à l'échelle du cm                 |
| Bas                 | Vagues de sable             | Moyen à faible                                                  | Rare, longueur d'onde plus longue que les ondulations |
| Bas                 | Dunes / grandes ondulations | Faible                                                          | Grandes ondulations à l'échelle du mètre              |
| Haut                |                             |                                                                 |                                                       |
| Lit plan supérieur  | Haute                       | Lamines plates, ± grains alignés (linéations de séparation)     |                                                       |
| Antidunes           | Faible                      | Eau en phase avec la forme du lit, angle bas, lamelles subtiles |                                                       |
| Piscine et chute    | Très faible                 | Principalement des caractéristiques d'érosion                   |                                                       |

## Marques d'ondulation

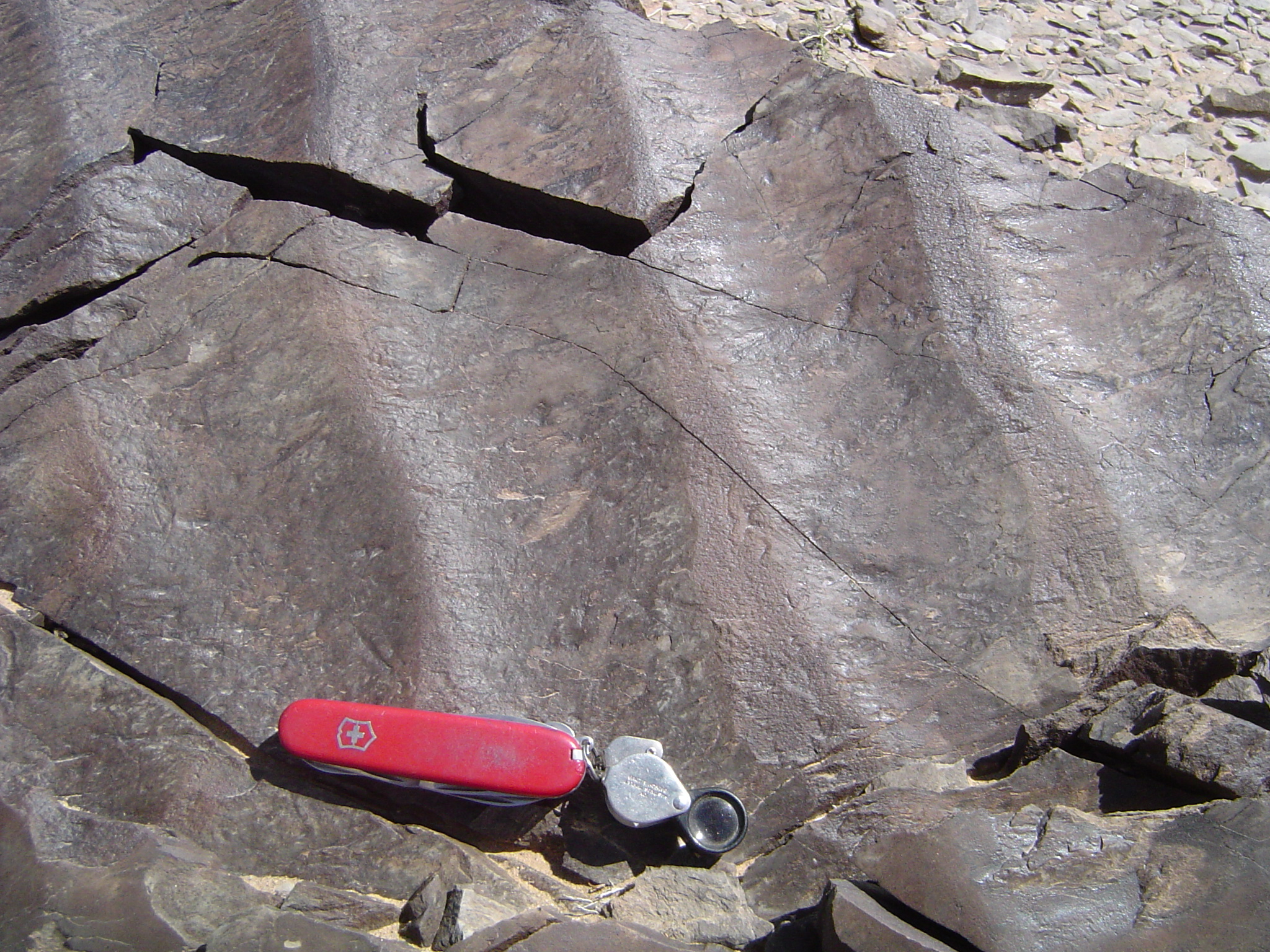
Ondulation des vagues ou ondulation symétrique, provenant des roches permiennes de Nomgon, en Mongolie, avec « décapitation » des crêtes d'ondulation due au changement de courant

Les marques d'ondulation se forment généralement avec un écoulement d'eau dans la partie basse du régime de débit inférieur. Il existe deux types de marques d'ondulation :
Marques d'ondulation symétriques
Souvent présentes sur les plages, elles sont créées par un courant à double sens, par exemple les flux et reflux de vagues sur une plage. Cela crée des marques d'ondulation avec des crêtes pointues et des creux arrondis, sans inclinaison marquée dans une certaine direction. Les trois structures sédimentaires courantes créées par ces processus sont la stratification croisée en chevrons, la stratification en flaser (Flaser bedding (en) et les ondulations d'interférence.
Marques d'ondulation asymétriques
Celles-ci sont créés par un courant à sens unique, comme dans une rivière, ou le vent dans un désert. Cela crée des rides aux crêtes toujours pointues et aux creux arrondis, mais plus fortement inclinées dans le sens du courant. Pour cette raison, ils peuvent être utilisés comme indicateurs de paléocourants.

## Antidunes
Les antidunes sont les reliefs de lit sédimentaires créés par des écoulements d'eau rapides et peu profonds avec un nombre de Froude supérieur à 1. Les antidunes se forment sous des vagues d'eau stagnantes qui s'accentuent périodiquement, migrent puis se brisent en amont. Le lit antidunaire est caractérisé par des creux peu profonds, avec des pentes vers l'amont d'une dizaine de degrés d'angle et pouvant atteindre jusqu'à cinq mètres de longueur. Ces lits peuvent donc être identifiés par leurs montées à faible angle. Généralement, le litage des antidunes est détruit lors de la diminution du débit et, par conséquent, le relief transversal formé par celles-ci ne sera pas préservé,.

## Structures d'origine biologique

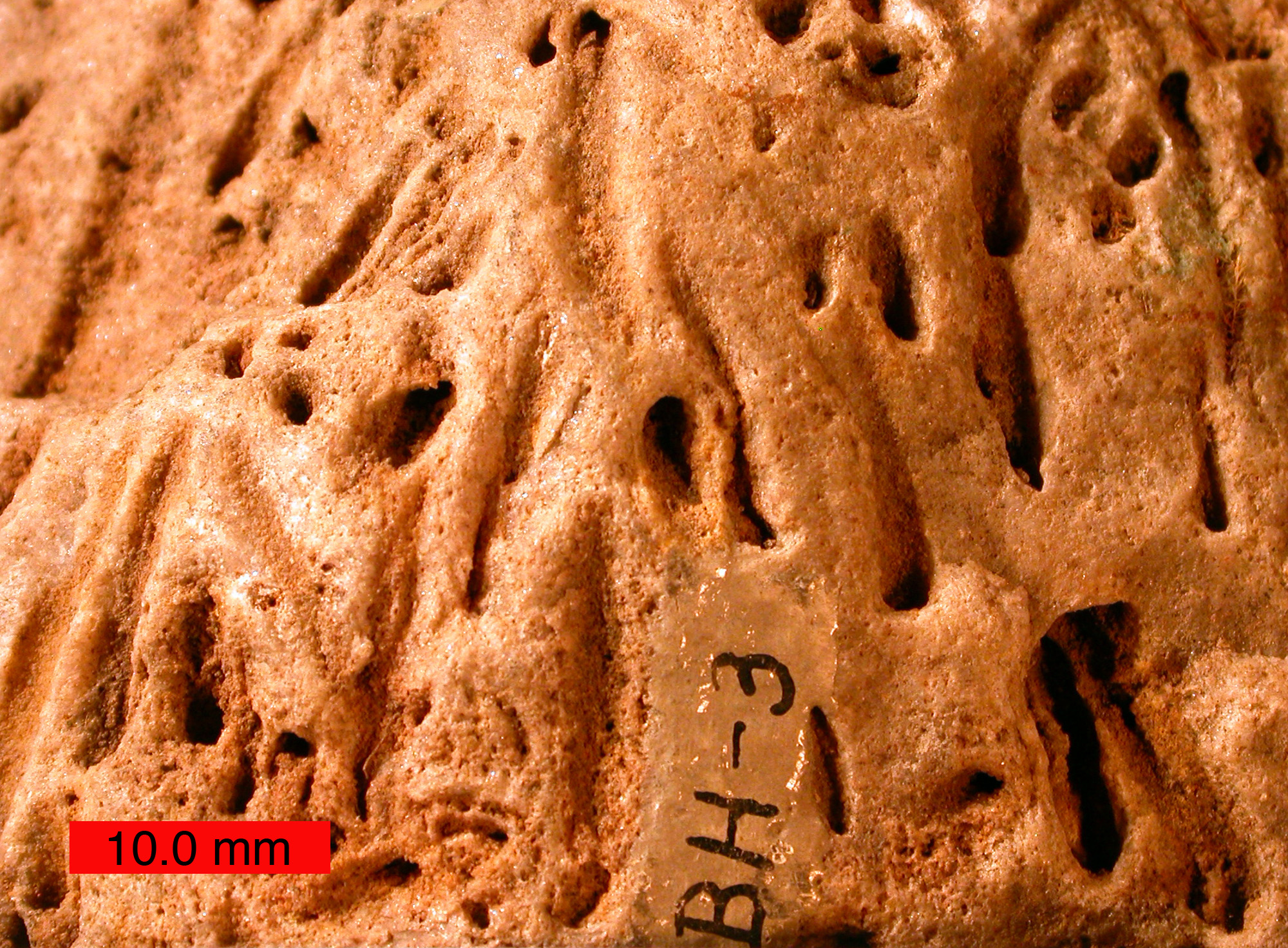
Trace fossile de Skolithos (la barre d'échelle est de 10 mm)

Il existe un certain nombre de structures sédimentaires créées biologiquement, appelées traces fossiles. Les exemples incluent les terriers et diverses expressions de bioturbation. Les ichnofaciès sont des groupes de traces fossiles qui, ensemble, aident à fournir des informations sur l'environnement du dépôt. En général, plus les terriers dans les sédiments sont profonds et moins l'eau est profonde. La fréquence des traces de surface (complexes) est, quant à elle, un indicateur de l'eau plus profonde.
Les microbes peuvent également interagir dans les sédiments pour former des Structures sédimentaires microbiennes (en).

## Structures de déformation des sédiments mous

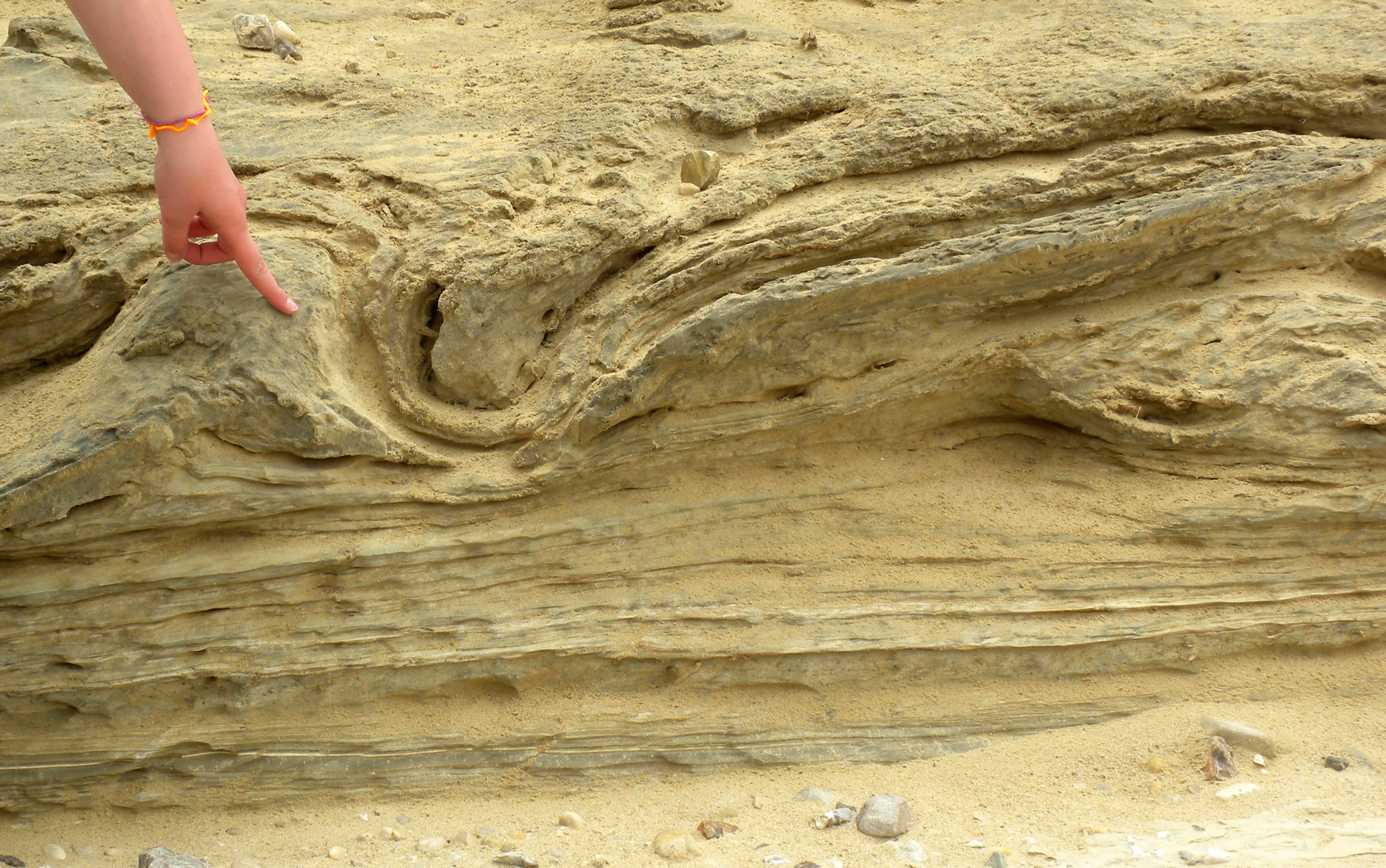
Déformation des sédiments mous (peut-être une séismite) dans les sédiments de la Mer Morte, Israël.

Les Structures de déformation des sédiments mous (en) ou SSD résultent du chargement de sédiments humides alors que l'enfouissement se poursuit après le dépôt. Les sédiments plus lourds expulsent, en créant de la pression, l'eau des sédiments sous-jacents. Il existe trois variantes courantes de SSD :
- les structures de charge ou les moulages de charge (également type de marques de semelle) sont des gouttes qui se forment lorsqu'un sédiment humide plus dense s'imprime dans une couche moins dense en dessous.
- les pseudonodules ou structures en boule et oreiller sont des structures de charge pincées ; ceux-ci peuvent également être formés par l'énergie sismique et appelés séismites.
- les structures de flammes, « doigts » de boue qui font saillie dans les sédiments sus-jacents.
- les dykes clastiques sont des veines de matériaux sédimentaires qui traversent des strates sédimentaires.

## Structures planes de litage

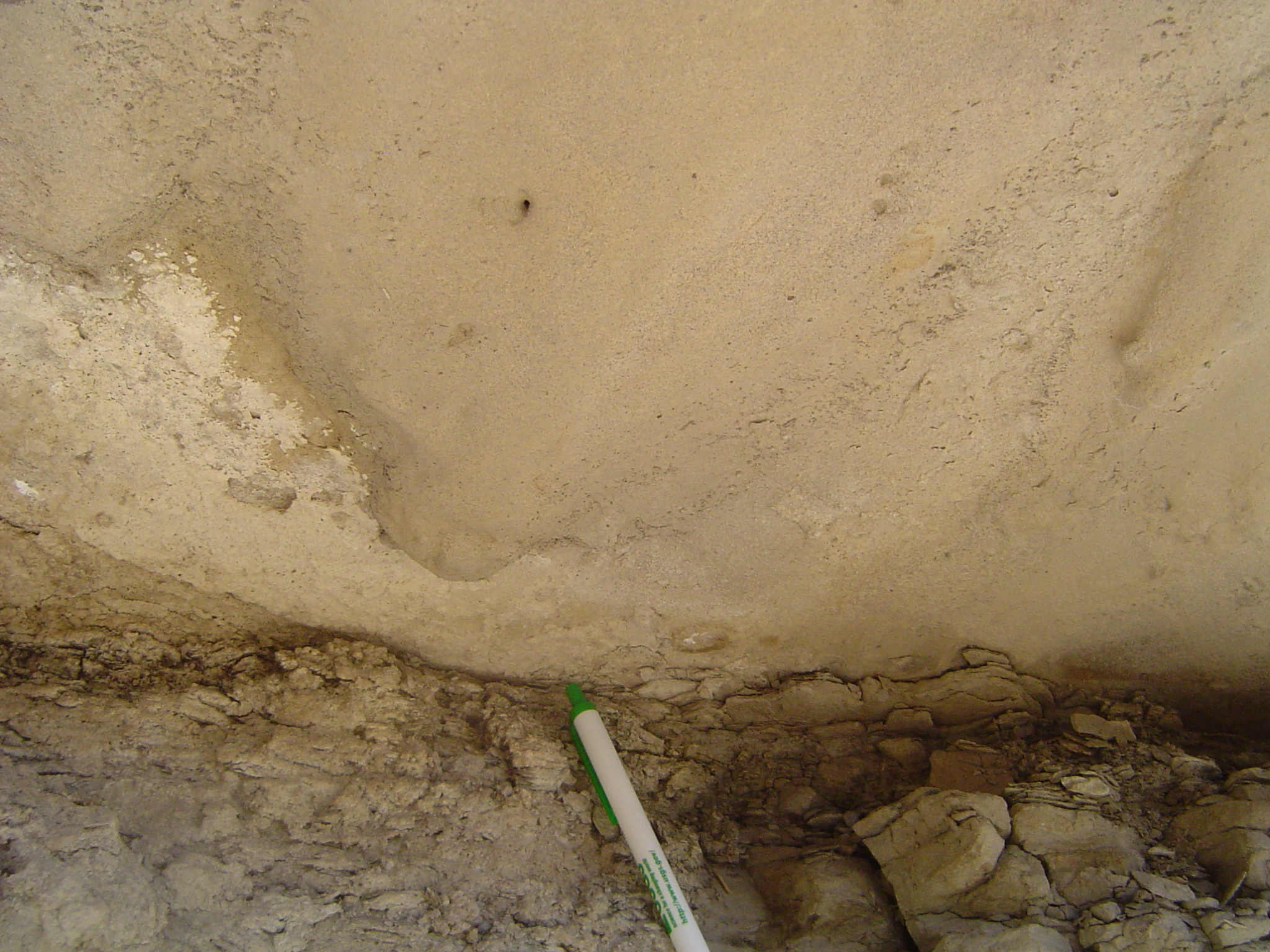
Fonte de flûte de la région de Book Cliffs, Utah

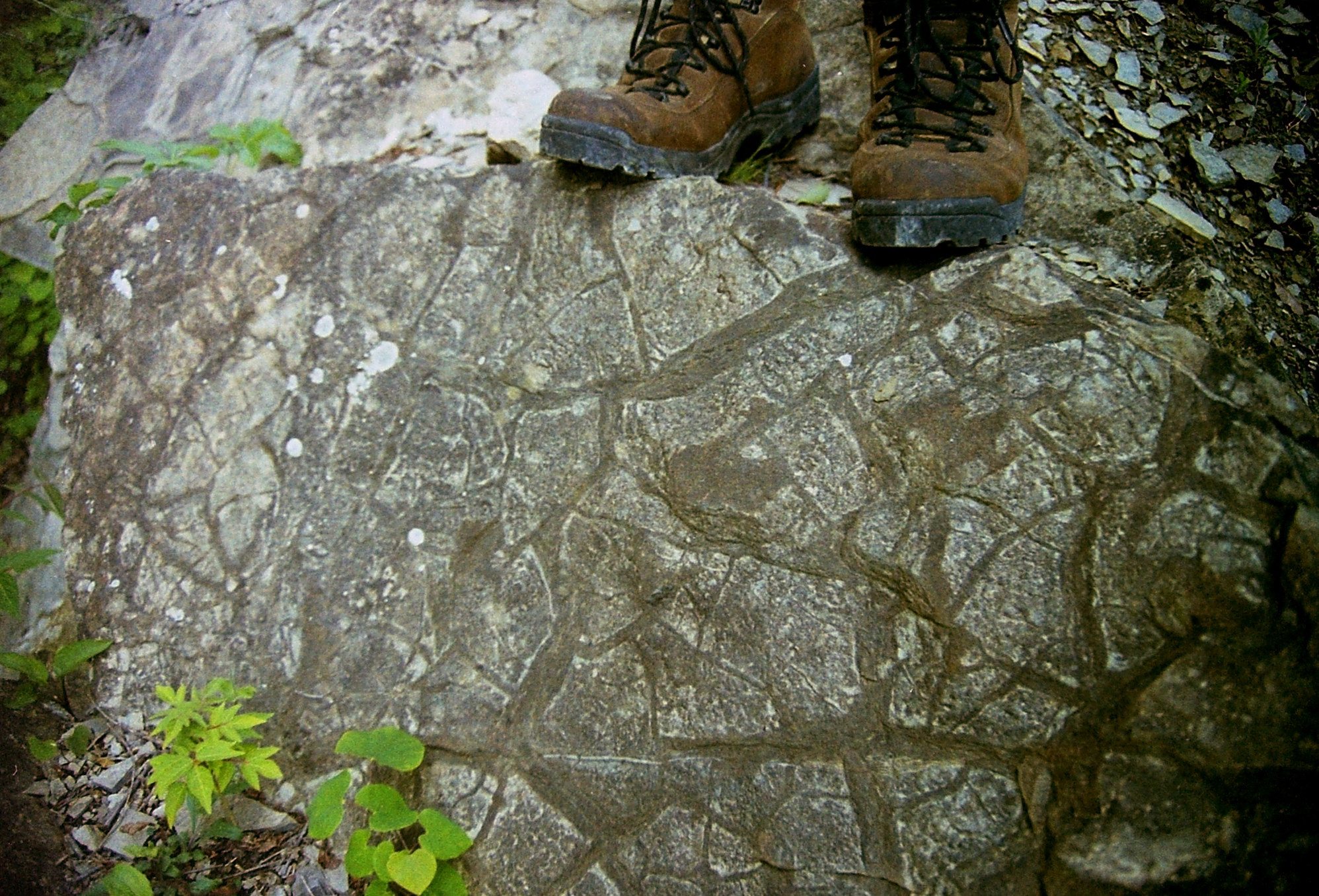
Craquelures de boue dans la roche à Roundtop Hill, Maryland

Les structures planes de stratification sont couramment utilisées comme indicateurs de paléocourants. Elles se forment lorsque des sédiments ont été déposés puis retravaillés et remodelés :
- Les marques de semelle se forment lorsqu'un objet creuse la surface d'une couche sédimentaire ; cette rainure est ensuite conservée sous forme de moulage lorsqu'elle est remplie par la couche supérieure :
  - Les moulages de flûte sont des affouillements creusés dans des sédiments mous et fins qui sont généralement remplis par un lit sus-jacent. La mesure de l'axe longitudinal de la coulée de flûte donne la direction de l'écoulement, avec l'extrémité en forme de pelle pointant dans la direction du courant ascendant et l'extrémité effilée pointant vers le bas (direction du paléoécoulement). La convexité du moulage de la flûte pointe également stratigraphiquement vers le bas.
  - Les marques d'outils sont un type de marques de semelle formé par des rainures laissées dans un lit par des objets entraînés par un courant. La direction moyenne de ceux-ci peut être supposée être l'axe de direction de l'écoulement.
- Les fissures de boue se forment lorsque la boue est déshydratée, rétrécit et laisse une fente. Cela indique que la boue a été saturée d'eau puis exposée à l'air. Les fissures de boue s'enroulent vers le haut, de sorte qu'elles peuvent être utilisées comme structures ascendantes. Les fissures de synérèse (également appelées fissures de retrait subaquatiques) se forment de la même manière, mais ne sont jamais exposées à l'air. Elles sont plutôt causées par des changements dans la salinité de l'eau environnante.
- Des motifs de gouttes de pluie se forment sur les sédiments exposés à la pluie.
- Les linéations de séparation (également connue sous le nom de linéations de courant) sont des minéraux subtilement alignés qui se forment dans la partie inférieure du régime d'écoulement supérieur dans les couches planes.

## Dans les structures de litage

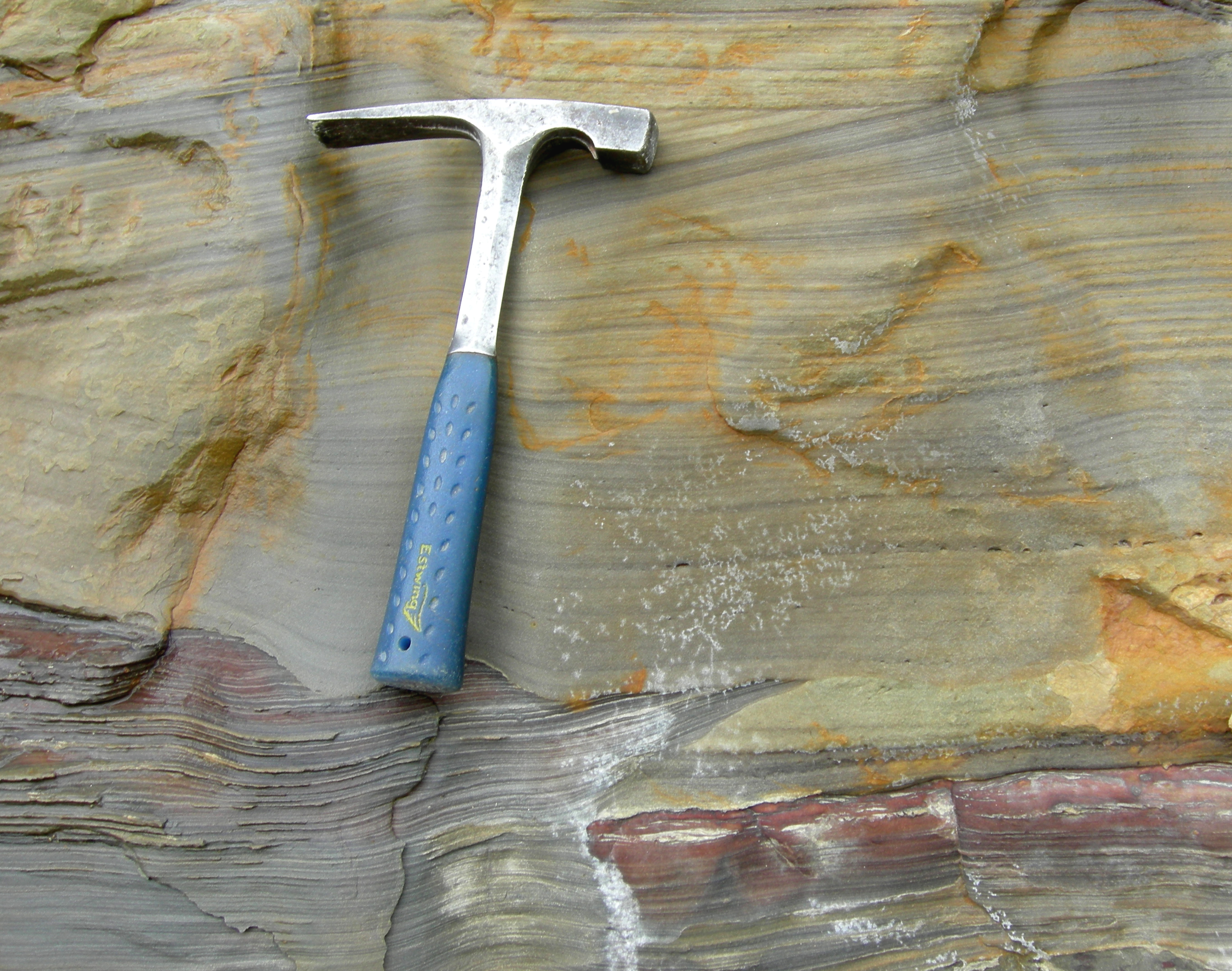
Litage croisé et affouillement dans un grès fin (Formation Logan, Mississippien, Jackson County, Ohio)

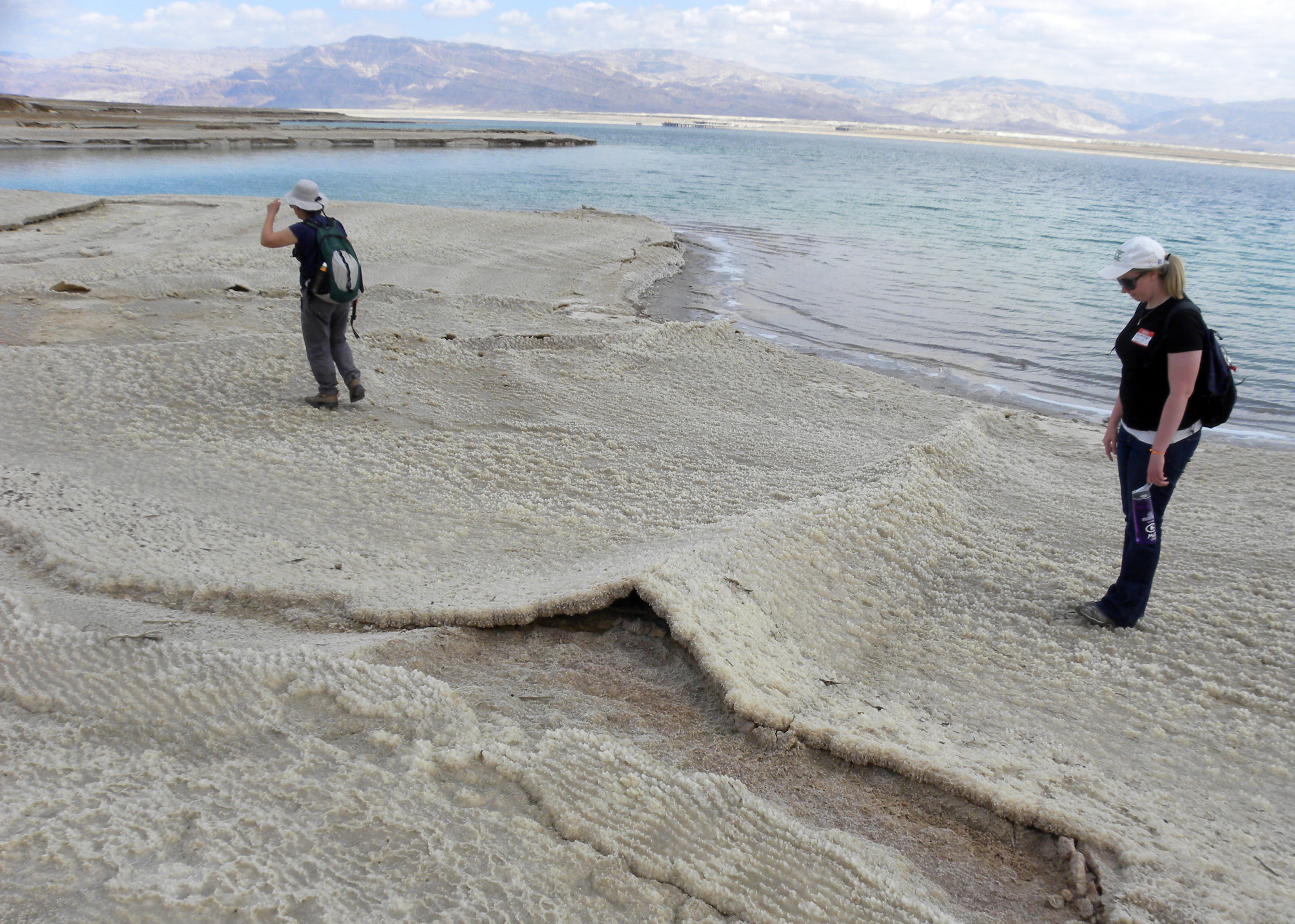
Une structure de tipi dans des dépôts de halite modernes le long de la rive ouest de la mer Morte, Israël

Les structures se trouvant dans le lit sédimentaire, peuvent aider à l'interprétation de l'environnement de dépôt et des directions des paléocourants. Elles se forment lors du dépôt des sédiments.
Croisement
La stratification croisée est la superposition de lits déposés par le vent ou l'eau inclinés à un angle pouvant atteindre 35° par rapport à l'horizontale.  Les lits croisés se forment lorsque des particules de sédiments se déposent sur les pentes plus abruptes des dunes de sable terrestres ou des bancs de sable dans les rivières et sur le fond marin. La stratification croisée dans les dunes déposées par le vent peut être complexe en raison de la variabilité de la direction du vent.
Stratification croisée bosselée
Cette stratification est constituée d'ensembles ondulés de lamelles croisées, concaves vers le haut (rigoles) et convexes vers le haut (monticules). Ces lits croisés se coupent doucement les uns dans les autres avec des surfaces d'érosion courbes. Ils se forment dans des environnements peu profonds dominés par les tempêtes. La forte action des vagues de tempête érode le fond marin en petits tas et en dépressions sans orientation spécifique.
Imbrication
Cette structure est formée par l'empilement de clastes plus gros dans le sens de l'écoulement.
Lit trié normal
Cette structure est caractérisée par un dépôt classé par taille décroissante des grains ou des clastes d'un côté du lit à l'autre. Cela se produit en raison des changements de vitesse du courant. L'endroit le plus courant pour trouver cette structure est dans un gisement de turbidite. L'inverse, appelé litage gradué inversé, est courant dans les coulées de débris.
Bioturbation
Dans de nombreuses roches sédimentaires, le litage est brisé par des tubes cylindriques de quelques centimètres de diamètre qui s'étendent verticalement à travers plusieurs lits. Ces structures sédimentaires sont des vestiges de terriers et de tunnels creusés par des organismes marins vivant au fond de l'océan. Ces organismes barattent et s'enfouissent dans la boue et le sable, un processus appelé bioturbation. Ils ingèrent les sédiments, digèrent la matière organique et laissent derrière eux les restes qui remplissent le terrier.
Faisceau de marée
Variation de l'épaisseur du lit dans un environnement de marée causée par l'alternance des marées vives et mortes-eaux.

## Structures sédimentaires secondaires
Des structures sédimentaires secondaires peuvent affecter le dépôt primaire après sa formation, et dans certains cas, lors de la diagenèse de roche sédimentaire. Les structures secondaires courantes comprennent :
- toute forme de bioturbation,
- la déformation des sédiments mous,
- les structures en tipi,
- les traces de racines
- et la marbrure du sol.

D'autres altérations seraient également considérées comme des structures secondaires :
- Les anneaux de Liesegang,
- les structures en cônes empilés (cone-in-cone structures (en)),
- les motifs de gouttes de pluie
- et les structures sédimentaires induites par la végétation.

Les structures secondaires comprennent aussi les structures d'échappement des fluides, créées lorsque ceux-ci sont exprimés d'un lit sédimentaire après dépôt. Elles comprennent des structures en bols (en), des structures de pilier, et des structures en feuilles verticales.